# Pętna

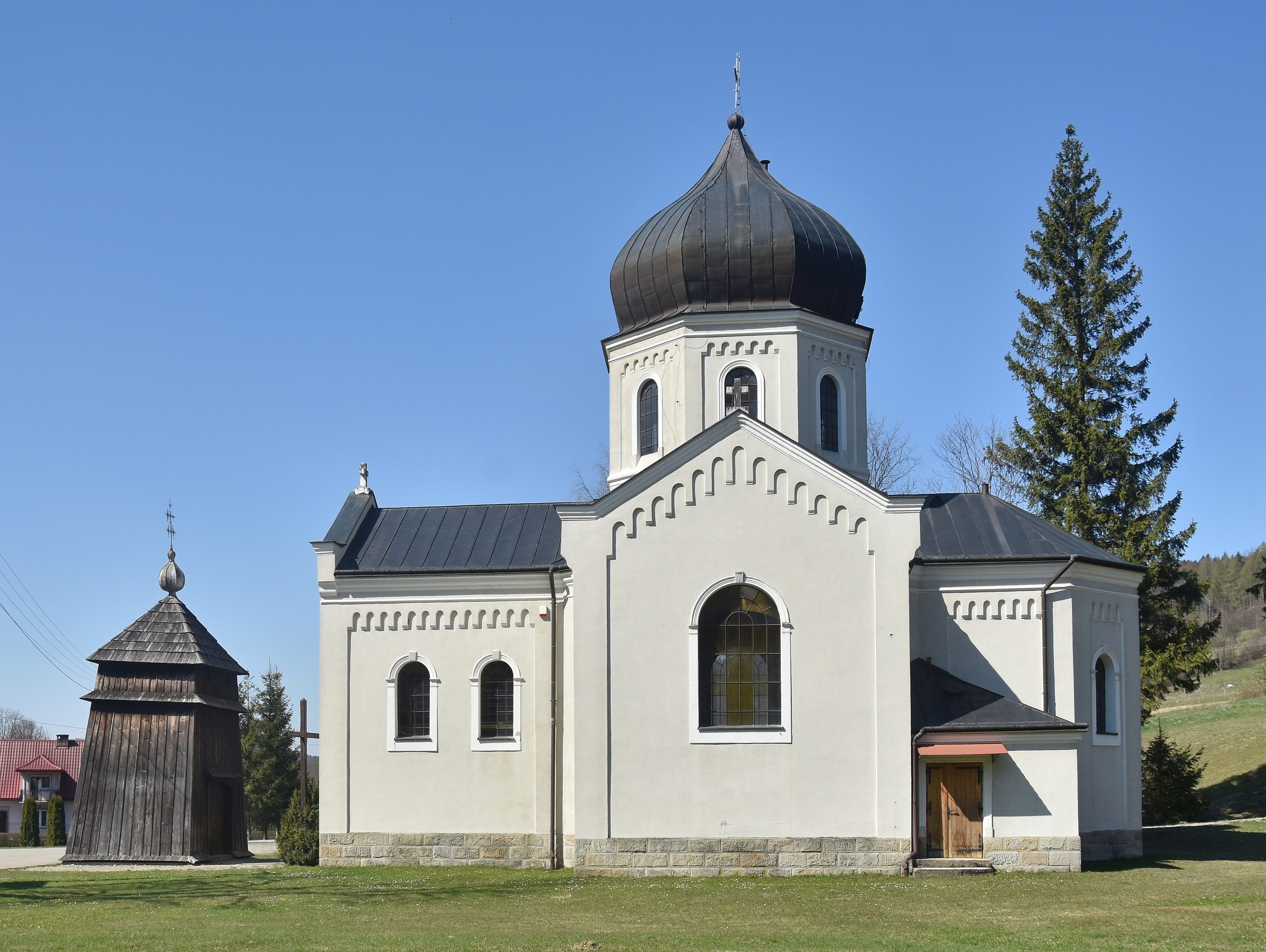
Cerkiew w Pętnej

Pętna (j. łemkowski Панкна) – przysiółek wsi Małastów w Polsce, położony w województwie małopolskim, w powiecie gorlickim, w gminie Sękowa. Liczy około 40 domów, 150 mieszkańców.

## Położenie
Wieś leży w północnej części Beskidu Niskiego. Jej zabudowa jest rozciągnięta na długości ok. 4 km w górnej części doliny potoku Małastówka. Od północy ogranicza ją grzbiet Kornuty (677 m n.p.m.) i Dziamery (756 m n.p.m.), od południa Wierch Wirchne (635 m n.p.m.). 

## Historia
Lokowana była na prawie wołoskim w 1557 r. przez starostę bieckiego Stanisława Bonera. Za czasów Rzeczypospolitej była wsią królewską, natomiast w okresie zaborów należała do rodziny Siemieńskich.
W II poł. XIX w. wydobywano w Pętnej ropę naftową: w 1881 r. istniało tu 5 szybów głębokości do 130 m, należących do żydowskiej rodziny Wetheimerów. Wieś liczyła wówczas (1885 r.) 105 gospodarstw z 680 mieszkańcami. Próby wznowienia wydobycia ropy w latach międzywojennych nie powiodły się: zaczopowane rury widoczne są do dziś w pobliżu cerkwi.
W latach 1975–1998 przysiółek administracyjnie należał do województwa nowosądeckiego.

## Zabytki
Obiekty wpisane do rejestru zabytków nieruchomych województwa małopolskiego
- cerkiew św. Paraskewy (od 27 października 1999 r. właścicielem świątyni jest greckokatolicka parafia św. Paraskewii[6]) – położona w dolnej części wsi. Została zbudowana w 1916 r., murowana, na planie krzyża greckiego w stylu bizantyjskim;
  - dzwonnica – pozostałość po drewnianej cerkwi z 1700, która stała tu do 1935 roku.
  - cmentarz grzebalny.
- cmentarz wojenny nr 63 z I wojny światowej, (114 żołnierzy obydwu armii, poległych 2 maja 1915 r.) – na pn. stokach Wierchu Wirchne.

### Szlaki turystyczne
- od szlaku niebieskiego Bartne – Przełęcz Małastowska do cmentarza nr 63 (szlak cmentarny)